# Boman Irani
Boman Irani (Mumbai, 2 dicembre 1959) è un attore indiano.
Si tratta di uno dei volti più famosi di Bollywood.
Ha recitato in moltissimi film in patria.

## Filmografia parziale
- Main Hoon Na, regia di Farah Khan (2004)
- Lakshya, regia di Farhan Akhtar (2004)
- Veer-Zaara, regia di Yash Chopra (2004)
- Bluffmaster, regia di Rohan Sippy (2005)
- Don - The Chase Begins Again (2006)
- Lage Raho Munna Bhai, regia di Rajkumar Hirani (2006)
- Eklavya: The Royal Guard, regia di Vidhu Vinod Chopra (2007)
- Heyy Babyy, regia di Sajid Khan (2007)
- L'amore porta fortuna (Kismat konnection), regia di Aziz Mirza (2008)
- Woodstock Villa, regia di Hansal Mehta (2008)
- Kambakkht Ishq, regia di Sabir Khan (2009)
- Housefull, regia si Sajid Khan (2010)
- Happy New Year, regia di Farah Khan (2014)

## Doppiatori italiani
- Massimo Lodolo in L'amore porta fortuna, Happy New Year